# Graafschappen van het Verenigd Koninkrijk

De huidige ceremoniële graafschappen van Engeland.

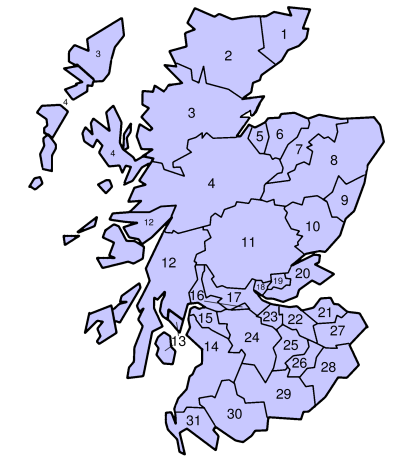
Schotse county's in 1975.

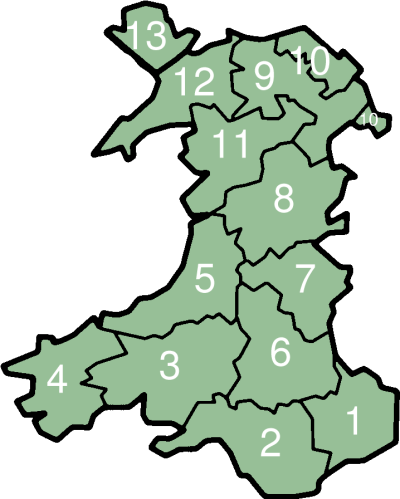
Historische graafschappen van Wales.

De graafschappen van het Verenigd Koninkrijk (county) zijn in het Verenigd Koninkrijk een landelijke onderverdeling van historische origine; in de middeleeuwen werden ze ingesteld als een eenheid van plaatselijk bestuur. In sommige gebieden zijn de oude graafschappen aangepast om de functies van het moderne lokale bestuur uit te voeren terwijl dit in andere graafschappen vervangen is door andere op zich staande eenheden; die op als eenheden op 'graafschap niveau' beschouwd worden.

## Engeland
In Engeland zijn graafschappen een onderdeel van de bestuurlijke laag, en zijn ruwweg gebaseerd op op de traditionele graafschappen van Engeland. Het parlement veranderde de laatste twee eeuwen de grenzen van graafschappen en stelde, boven op deze veranderingen, in 1889 administratieve graafschappen en county boroughs in. De graafschappen en hun grenzen die voor deze veranderingen bestonden worden oude of historische graafschappen genoemd.
De veranderingen die de huidige structuur vormden begonnen in 1965 met de London Government Act 1963 en het instellen van Groot-Londen. In 1974 werden de administraties graafschappen en county boroughs afgeschaft en vervangen door stedelijke graafschappen en niet-stedelijke graafschappen (shire counties) met veranderde grenzen. In de jaren 1990 werden er ook unitary authorities gevormd die functies van graafschap en district en combineren.
Anders dan in Schotland en Wales, heeft Engeland nu een gemengd patroon van onderverdeling op graafschap-niveau.
De gebieden in Engeland die een Lord-Lieutenant hebben zijn de ceremoniële graafschappen van Engeland.

## Schotland
In Schotland zijn de graafschappen van het lokaal bestuur, opgericht onder de Local Government (Scotland) Act 1889, in 1975 onder de Local Government (Scotland) Act 1973 omgevormd tot regio's en districten en eilandcouncilgebieden. De regio's en districten werden in 1996 afgeschaft onder de Local Government etc. (Scotland) Act 1994, en omgevormd tot Schotse councilgebieden.
De wetgeving van 1889 creëerde county councils, en maakte elke bestuurlijk county (met één uitzondering) tot aaneengesloten gebied en paste grenzen aan waar civil parishes niet overeenkwamen met countygrenzen.

## Wales
De dertien historische graafschappen van Wales werden in 1535 vastgesteld (hoewel graafschappen als Pembrokeshire van 1138 dateren). De bestuurlijke graafschappen van Wales werden in 1889 op basis hiervan ingesteld. In 1974 werd een nieuw systeem gecreëerd. Dit werd in 1996 weer afgeschaft en sindsdien is Wales opgedeeld in bestuurlijke eenheden die principal areas genoemd worden.

## Noord-Ierland
De zes historische graafschappen van Noord-Ierland worden niet langer als administratieve eenheid gebruikt. Samen met de boroughs van Belfast en Derry, hebben ze wel een organisatorische functie binnen het bestuur, bedrijven en sportclubs.
De graafschappen van Noord-Ierland liggen allemaal in de historische provincie Ulster.